# José María Olazábal
José María Olazábal (Fuenterrabia, 6 februari 1966) is een Spaanse golfspeler die in 1985 professional werd. Hij heeft 22 overwinningen op zijn naam staan.

## Amateur
Zowel de vader als de grootvader van Olazabal zijn greenkeeper op de Real Golf Club de San Sebastian. Als peuter loopt José María daar op de baan rond en leert hij met een balletje om te gaan.
Olazabal heeft als amateur de British Boys-, Youths- en Amateur Championship-titels gewonnen, waarbij hij Colin Montgomerie in de finale versloeg.
In 1985 wint hij het Belgisch Internationaal Jeugd Open op de Royal Waterloo Golf Club. Daarna wordt hij professional, gaat naar de Tour School en wint die.

### Gewonnen
- 1983: Italiaans amateurkampioenschap, Spaans amateurkampioenschap, Boys Amateur Championship
- 1984: The Amateur Championship, Spaans amateurkampioenschap
- 1985: Belgian International Juniors Tournament, Brits Jeugdkampioenschap

### Teams
- Eisenhower Trophy (namens Spanje): 1982, 1984
- St Andrews Trophy (namens Continentaal Europa): 1984
- Jacques Leglise Trophy (namens Continentaal Europa): 1982, 1984

## Professional
De Europese PGA Tour
Olazabal werd in 1985. In zijn eerste jaar op de Tour won hij het Zwitsers Open en het Sanyo Open. In 1987 won hij het Belgisch en Duits Open.
Olazabal won in 1989 op Tenerife, in dezelfde week dat Chris van der Velde voor het eerst op de Tour speelde. Hij behaalde dat jaar 12 top-10 resultaten. Hij won het KLM Open op de Kennemer na de langste play-off uit de geschiedenis van de Europese Tour.

Hij heeft 22 keer meegedaan aan het Het Britse Open. In 1992 en 2005 eindigde hij op de 3de plaats.
De Amerikaanse PGA Tour
Zijn topjaar werd 1994. Hij won de Masters in Augusta en in alle 12 toernooien die hij dat jaar speelde, eindigde hij in de top 10. Sindsdien speelt Olazabal vast op de Amerikaanse Tour.
In 2007 speelde hij 16 toernooien in de Verenigde Staten en verdiende daarmee $979,249, hetgeen hem op de 100ste plaats van de Order of Merit plaatste.

## Ryder Cup
Olazabal heeft zeven keer meegespeeld in de Ryder Cup. Samen met Severiano Ballesteros won hij 11 van de 15 wedstrijden en verloor slechts tweemaal. In 2006 speelde hij in Ierland met Sergio Garcia, een vriend uit zijn amateurstijd. 
In 2008 werd de 37ste Ryder Cup van 19-21 september gespeeld op de Vahalla Golfclub in Louisville. Europees Ryder Cup Captain Nick Faldo benoemde José María Olazabal en Paul McGinley tot zijn assistenten.
Vier jaar later tijdens de Ryder Cup 2012 in de buurt van Chicago was Olazabal de captain van het Europese team. Zijn team wist een 6-10 achterstand om te buigen tot een 14,5-13,5 overwinning. De zwaar geëmotioneerde Olazabal droeg deze overwinning op aan zijn in 2011 overleden boezemvriend Severiano Ballesteros.

## Reumatoïde artritis
Olazabal heeft veel last van reuma en weet dat zijn carrière als speler niet lang meer kan voortgaan. In 1998 werd hij aan beide voeten geopereerd, wat hem niet weerhield om in 1999 de Masters weer te winnen.
In 2007 heeft hij vanwege het reuma na augustus niet meer gespeeld. Daardoor heeft hij ook de Omega Mission Hills World Cup in China gemist. Deze is gespeeld op een baan die Olazabal heeft ontworpen en die zijn naam draagt. In 2009 speelde hij weer op het KLM Open.

## Gewonnen
Europese PGA Tour
| Nr. | Datum       | Toernooi                           | Score           | Score | Informatie                                            |
| --- | ----------- | ---------------------------------- | --------------- | ----- | ----------------------------------------------------- |
| 1   | 7 sep 1986  | Ebel European Masters Swiss Open   | 64–66–66–66=262 | -26   |                                                       |
| 2   | 12 okt 1986 | Sanyo Open                         | 69–68–69–67=273 | -15   | op El Prat                                            |
| 3   | 19 jun 1988 | Volvo Belgian Open                 | 67–69–64–68=269 | -15   | op Bercuit                                            |
| 4   | 25 sep 1988 | German Masters                     | 69–72–70–68=279 | -9    | op de Stuttgarter GC                                  |
| 5   | 26 feb 1989 | Tenerife Open                      | 69–68–68–70=275 | -13   | op de Golf Del Sur                                    |
| 6   | 30 jul 1989 | KLM Open                           | 67–66–68–76=277 | -11   | Play-off gewonnen van Roger Chapman en Ronan Rafferty |
| 7   | 7 mei 1990  | Benson & Hedges International Open | 69–68–69–73=279 | -9    |                                                       |
| 8   | 24 jun 1990 | Carroll's Irish Open               | 67–72–71–72=282 | -6    |                                                       |
| 9   | 16 sep 1990 | Trophée Lancôme                    | 68–66–70–65=269 | -11   |                                                       |
| 10  | 17 mrt 1991 | Open Catalonia                     | 66–68–64–73=271 | -17   |                                                       |
| 11  | 22 sep 1991 | Epson Grand Prix of Europe         | 64–68–67–66=265 | -19   |                                                       |
| 12  | 23 feb 1992 | Turespaña Open de Tenerife         | 71–68–66–63=268 | -20   |                                                       |
| 13  | 1 mrt 1992  | Open Mediterrania                  | 68–71–69–68=276 | -12   |                                                       |
| 14  | 6 mrt 1994  | Turespaña Open Mediterrania        | 70–65–71–70=276 | -12   | Play-off gewonnen van Paul McGinley                   |
| 15  | 10 apr 1994 | The Masters Tournament             | 74–67–69–69=279 | -9    |                                                       |
| 16  | 30 mei 1994 | Volvo PGA Championship             | 67–68–71–65=271 | -17   | op Wentworth                                          |
| 17  | 23 mrt 1997 | Turespaña Masters Open de Canarias | 70–67–68–67=272 | -20   |                                                       |
| 18  | 1 mrt 1998  | Dubai Desert Classic               | 69–67–65–68=269 | -19   | op de Emirates Golf Club                              |
| 19  | 11 apr 1999 | The Masters Tournament             | 70–66–73–71=280 | -8    |                                                       |
| 20  | 14 mei 2000 | Benson & Hedges International Open | 75–68–66–66=275 | -13   |                                                       |
| 21  | 6 mei 2001  | Open de France                     | 66–69–66–67=268 | -12   |                                                       |
| 22  | 2 dec 2001  | Omega Hong Kong Open               | 65–69–64–64=262 | -22   | telt voor seizoen 2002                                |
| 23  | 23 okt 2005 | Mallorca Classic                   | 69–65–70–66=270 | -10   |                                                       |

Amerikaanse PGA Tour
| Nr. | Datum       | Toernooi                 | Score           | Score     |
| --- | ----------- | ------------------------ | --------------- | --------- |
| 1   | 26 aug 1990 | NEC World Series of Golf | 61–67–67–67=262 | -26       |
| 2   | 18 aug 1991 | The International        | 5–6–8–10        | 10 punten |
| 3   | 10 apr 1994 | The Masters              | 74–67–69–69=279 | -9        |
| 4   | 28 aug 1994 | NEC World Series of Golf | 66–67–69–67=269 | -19       |
| 5   | 11 apr 1999 | The Masters              | 70–66–73–71=280 | -8        |
| 6   | 10 feb 2002 | Buick Invitational       | 71–72–67–65=275 | -13       |

Japan Golf Tour
- 1989: Visa Taiheiyo Masters
- 1990: Visa Taiheiyo Masters

Anders
- 1985: European Tour Qualifying School
- 1995: Tournoi Perrier de Paris (met Seve Ballesteros)

### Teams
- Ryder Cup (namens Europa): 1987 (winnaars), 1989 (tied; retained trophy), 1991, 1993, 1997 (winnaars), 1999, 2006 (winnaars)
- Alfred Dunhill Cup (namens Spanje): 1986, 1987, 1988, 1989, 1992, 1993, 1998, 1999 (winners), 2000 (winnaars)
- World Cup (namens Spanje): 1989, 2000
- Four Tours World Championship: 1987, 1989
- Seve Trophy (representing Continental Europe): 2000 (winnaars), 2002, 2003, 2005 (playing captain)